# Pteronema darwini
Pteronema darwini är en nässeldjursart som beskrevs av Ernst Haeckel 1879. Pteronema darwini ingår i släktet Pteronema, ordningen Anthoathecata, klassen hydrozoer, fylumet nässeldjur och riket djur. Inga underarter finns listade i Catalogue of Life.